# Rhamphomyia palmeni
Rhamphomyia palmeni är en tvåvingeart som beskrevs av Frey 1913. Rhamphomyia palmeni ingår i släktet Rhamphomyia och familjen dansflugor. Arten är reproducerande i Sverige. Inga underarter finns listade i Catalogue of Life.